# Горн-Лейк (Міссісіпі)
Горн-Лейк (англ. Horn Lake) — місто (англ. city) в США, в окрузі Десото штату Міссісіпі. Населення — 26 736 осіб (2020).

## Географія
Горн-Лейк розташований за координатами 34°57′7″ пн. ш. 90°2′57″ зх. д. / 34.95194° пн. ш. 90.04917° зх. д. (34.952081, -90.049209).  За даними Бюро перепису населення США в 2010 році місто мало площу 42,32 км², з яких 41,48 км² — суходіл та 0,84 км² — водойми.

## Демографія
Згідно з переписом 2010 року, у місті мешкало 26 066 осіб у 9052 домогосподарствах у складі 6642 родин. Густота населення становила 616 осіб/км².  Було 9705 помешкань (229/км²).
Расовий склад населення:
| - 59,0 % — білих - 32,9 % — чорних або афроамериканців - 1,0 % — азіатів - 0,4 % — корінних американців - 4,5 % — осіб інших рас |

До двох чи більше рас належало 2,3 %. Частка іспаномовних становила 8,0 % від усіх жителів.
За віковим діапазоном населення розподілялося таким чином: 30,9 % — особи молодші 18 років, 62,7 % — особи у віці 18—64 років, 6,4 % — особи у віці 65 років та старші. Медіана віку мешканця становила 30,7 року. На 100 осіб жіночої статі у місті припадало 94,2 чоловіків;  на 100 жінок у віці від 18 років та старших — 89,7 чоловіків також старших 18 років.
Середній дохід на одне домашнє господарство  становив 53 149 доларів США (медіана — 45 105), а середній дохід на одну сім'ю — 56 612 долари (медіана — 46 568). Медіана доходів становила 37 056 доларів для чоловіків та 31 525 доларів для жінок. За межею бідності перебувало 13,8 % осіб, у тому числі 20,5 % дітей у віці до 18 років та 8,4 % осіб у віці 65 років та старших.
Цивільне працевлаштоване населення становило 12 486 осіб. Основні галузі зайнятості: освіта, охорона здоров'я та соціальна допомога — 18,7 %, мистецтво, розваги та відпочинок — 14,6 %, виробництво — 12,1 %, транспорт — 11,9 %.